# بادي ريتشارد
بادي ريتشارد (بالإسبانية: Buddy Richard)‏ هو كاتب أغاني ومغني تشيلي، ولد في 21 سبتمبر 1943 في جرانيروس في تشيلي.

## وصلات خارجية
- الموقع الرسمي
- بادي ريتشارد على موقع ميوزك برينز (الإنجليزية)
- بادي ريتشارد على موقع ديسكوغز (الإنجليزية)
- بادي ريتشارد على موقع ديسكوغز (الإنجليزية)